# 梁英姫
梁 英姫（ヤン・ヨンヒ、朝鮮語: 양영희、1964年11月11日 - ）は日本で活動する韓国国籍の映画監督。現在創作活動にはヤン・ヨンヒを用いるように変えた。
夫はフリーライター、編集者、映画プロデューサーの荒井カオル（荒井香織）。

## 経歴
1964年11月11日、大阪府大阪市生野区に生まれた在日朝鮮人2世で、幼いときから民族教育を受けて育った。
両親は在日本朝鮮人総連合会の幹部を務めていて、父親は北朝鮮から勲章をもらえるほど熱烈な活動家だった。在日本朝鮮人総連合会の幹部だった両親のもと朝鮮学校で民族教育を受け、1971年から1972年にかけて、両親が3人の兄を帰還事業で北朝鮮に送った。兄らはそこで家族を持ったが、親からの仕送りで生きてきた。一番下の兄は梁が帰国事業も総連も在日も何もわからない頃に1度監視人付きで日本に帰ってきて、突然北朝鮮に帰ることになって怒ったことがある。東京の朝鮮大学校を卒業。1987年から1990年まで、大阪朝鮮高級学校にて国語教師を務める。その後、劇団女優やラジオパーソナリティとして活動する。
1995年より、ドキュメンタリーの映像作品を発表する。1997年から2003年まで、ニューヨークに滞在。ニュースクール大学大学院コミュニケーション学部メディア研究科にて修士号を取得した。2004年、韓国国籍を取得した。2005年、初の長編ドキュメンタリー映画『ディア・ピョンヤン』を発表する。
2013年2月「第85回アカデミー賞」授賞式での外国語映画賞の日本代表に選ばれた
。

## エピソード
梁は「在日だけが苦労しているみたいな言い方が一番嫌いで、兄が平壌・自身が在日での苦労はあったが、夫からのDVの経験もないし親も仲がよかった。しかし、そこで苦労をしてきた人もいて、人それぞれ違うものを背負っている。映画館が沢山ある日本で暮らしているのに観ない若者が多いのはあり得ないと思っている。北朝鮮の人は韓国ドラマを命懸けで観ていて、見つかれば罰が厳しいのに他の国の生活を知りたいからとし、政治で引き裂かれている家族が多いかというのも分かる。」と語っている。
2012年12月のトークショーでは『かぞくのくに』は、ヤンの実体験が元で、「映画では北朝鮮に渡った兄が1人になっているが実際は3人いる。一番下の兄が日本で3か月治療出来る特殊でまれな許可をもらったが、よく分からない内に3か月経たずに帰った」と語った。映画について「ほぼ実話で、北朝鮮で病気を持っていても実際の兄らは今も生きている。映画にしていない長男は躁鬱病を患って2009年に他界した」と観客に語った。ヤン監督は、北朝鮮の組織から電話を受け「謝罪文を書くように」脅された過去を持ち「何について、誰に謝罪するのか分からなかった」、「政府や団体がなにかしら言ってくるのは変だと思い、謝罪文の代わりに『愛しきソナ』を作った」と語ったが、それによって北朝鮮への入国が禁止になったことも話した。「いつか兄たちと共に、私の映画が楽しめる日が来ると信じている。家族に会えないのは寂しいが、作品を通して自身の気持ちを表現しようと決めた。家族を守るため、公式の問題児として有名になりたい。私の名が知られて世界中に作品を見てもらうことによって、“あの家族に触れるのは止めよう”と思われないと家族を守れない」「どんどん取材を受け、映画祭もなるべく参加して、現地で語っています」と思いを語った。観客席にいた在日コリアン3世の若い女性に「朝鮮籍のパスポートは大変だけど、渡航出来る国は沢山ある。国籍に悩むより、様々な国を訪ねて友達を作って勉強し、その後で国籍を考えればいい。そのままでいいと思うようになら、そのままでもいいと思う」と自身の考え方を述べた。

## フィルモグラフィー

### 映画
- ディア・ピョンヤン（2005年） - 監督・脚本・撮影
- 愛しきソナ（2009年） - 監督・脚本・撮影
- かぞくのくに（2012年）-  監督・脚本
- スープとイデオロギー（2021年）-  監督・脚本・ナレーション

### テレビ
- ザ・インタビュー〜トップランナーの肖像〜（2014年、BS朝日） - インタビュアー[14][注釈 1]
- こころの時代「オモニの島 わたしの故郷〜映画監督・ヤンヨンヒ〜」（2022年10月30日、NHK Eテレ）[15]

### ラジオ
- 松本ひでお 情報発見 ココだけ（2011年 - 2012年、ニッポン放送）- 木曜日パートナー[16]

## 著書
- 『ディア・ピョンヤン―家族は離れたらアカンのや』アートン、2006年。ISBN 9784861930577。
- 『北朝鮮で兄（オッパ）は死んだ』聴き手 佐高信、七つ森書館、2009年。ISBN 9784822809003。
- 『兄―かぞくのくに』小学館、2012年。ISBN 9784093863377。
- 『朝鮮大学校物語』KADOKAWA、2018年。ISBN 9784044000929。
- 『カメラを止めて書きます』CUON、2023年。ISBN 4910214496。

## 受賞
- 2013年 - 第67回毎日映画コンクール - 脚本賞（『かぞくのくに』）[17]
- 2013年 - 第64回読売文学賞 - 戯曲・シナリオ部門（『かぞくのくに』）[18]
- 2013年 - 第22回日本映画批評家大賞 - 新人監督賞（『かぞくのくに』）[19][20]
- 2013年 - おおさかシネマフェスティバル2013 - 監督賞（『かぞくのくに』）